# Missões diplomáticas na Bolívia

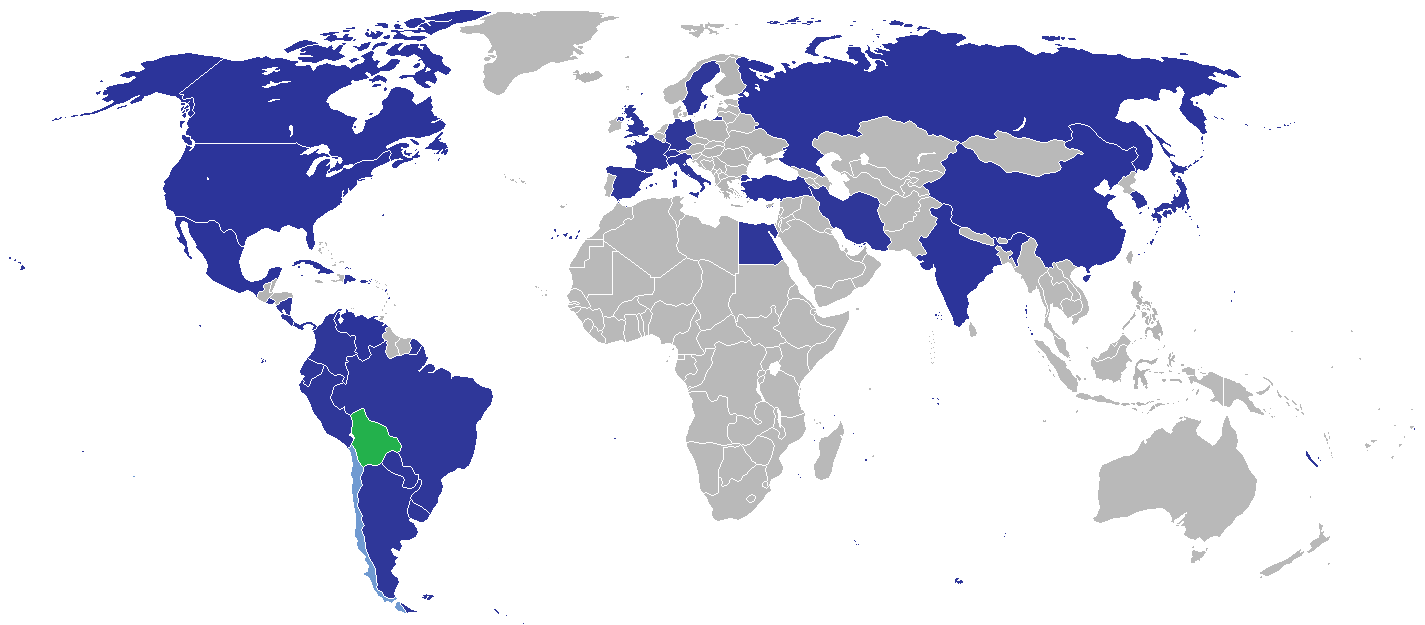
Mapa das missões diplomáticas na Bolívia

Esta é uma lista de missões diplomáticas na Bolívia . Atualmente, a capital,La Paz, hospeda 28 embaixadas, e 37 consulados de outros países têm representações acreditadas a partir de outras capitais regionais. O artigo exclui consulados honorários.

## Embaixadas
La Paz
| - Alemanha - Argentina - Brasil - China - Colômbia - Coreia do Sul - Costa Rica - Cuba - Dinamarca - Equador - Egito - Espanha - Estados Unidos - França - Itália | - Japão - México - Ordem Soberana e Militar de Malta - Países Baixos - Panamá - Paraguai - Peru - Reino Unido - Rússia - Suécia - Suíça - Uruguai - Santa Sé (nunciatura apostólica) - Venezuela |

## Missões
- União Europeia

## Escritórios Oficiais
- Bélgica

## Consulados

### Consulados-gerais
Cochabamba
- Argentina (Consulado)
- Brasil (Vice-consulado)
- Peru

El Alto
- Peru (Consulado)

Guayaramerín
- Brasil (Vice-consulado)

La Paz
- Canadá (Consulado)
- Chile

Puerto Suarez
- Brasil (Vice-consulado)

Santa Cruz de la Sierra
- Argentina
- Brasil
- Chile
- China
- Espanha
- Paraguai
- Peru
- Uruguai

Tarija
- Argentina

Villazón
- Argentina (Consulado)

Yacuiba
- Argentina (Consulado)

## Embaixadas não-residentes
| - Afeganistão (Washington D.C.) - Argélia (Brasília) - Austrália (Santiago) - Áustria (Lima) - Barbados (Caracas) - Bélgica (Lima) - Bulgária (Brasília) - Canadá (Lima) - Croácia (Santiago) - Chipre (Cidade do México) - El Salvador (Lima) - Filipinas (Santiago) - Finlândia (Lima) - Grécia (Buenos Aires) - Guatemala (Lima) - Guiana (Brasília) - Haiti (Santiago) - Honduras (Lima) - Hungria (Bogotá) | - Índia (Lima) - Indonésia (Brasília) - Iraque (Brasília) - Irlanda (Buenos Aires) - Jamaica (Caracas) - Jordânia (Santiago) - Malásia (Lima) - Marrocos (Lima) - Nicarágua (Lima) - Noruega (Buenos Aires) - Palestina (Brasília) - Polónia (Lima) - Portugal (Buenos Aires) - Saara Ocidental (Caracas) - Sérvia (Lima) - Tailândia (Buenos Aires) - Turquia (Buenos Aires) - Ucrânia (Brasília) - Vietname (Buenos Aires) |